# وصول إيفرقلو (ألبوم)
وصول إيفرقلو (بالإنجليزية: Arrival of EVERGLOW)‏ هو أول ألبوم فردي لفرقة الفتيات الكورية الجنوبية إيفرقلو تم إصدار الألبوم رقميًا في 18 مارس 2019 ، وماديًا في 19 مارس 2019 بواسطة Yuehua Entertainment  ، يحتوي الألبوم على ثلاثة أغانٍ فردية: "Moon" و "D + 1" والأغنية الرئيسية "Bon Bon Chocolat".

## الإصدار والخلفية
في 6 مارس 2019 ، أعلنت Yuehua Entertainment عبر SNS أن إيفرقلو سيظهرون لأول مرة مع الألبوم الفردي  وصول إيفرقلو
تم إصدار صور ومفهوم الالبوم الخاصة بكل عضوة في الفرقة في 8 مارس 2019. يحتوي الألبوم على ثلاثة أغانٍ: "Moon" ، الأغنية الرئيسية "Bon Bon Chocolat" و "D + 1". تم إصدار الفيديو التشويقي للالبوم في 12 مارس والفيديو الموسيقي الكامل في 18 مارس.
تم تصميم الرقصات لـ "Bon Bon Chocolat" بواسطة ليا كيم.

## الترويج
عقدت الفرثة عرضًا مباشرًا في Blue Live YES24 Live Hall في 18 مارس ، حيث قاموا بأداء "Bon Bon Chocolat" مع "Moon" و "D + 1".
بدأت الفرقة بالترويج للأغنية الرئيسية "Bon Bon Chocolat" في 21 مارس. قاموا أولاً بأداء الأغنية الرئيسية في إم كاونت داون ، تليها عروض في ميوزيك بانك ، و شوو! أوماك جونشيم و إنكيغايو.

## النجاح التجاري
ظهرت أغنية "Bon Bon Chocolat" المنفردة في المرتبة 5 على لوحة الأغاني الرقمية العالمية، والمرتبة 10 في مخطط KKBox.

## المخططات
| (2019)                     | المرتبة |
| -------------------------- | ------- |
| مخطط غاون (كوريا الجنوبية) | 6       |

## التنصيفات
| المُنصف     | القائمة                              | الاغنية            | المرتبة | Ref. |
| ---------- | ------------------------------------ | ------------------ | ------- | ---- |
| MTV        | افضل اغنية بوب كوري جانبية لعام 2019 | "Moon"             | 19      |      |
| Refinery29 | افضل اغنية كورية لعام 2019           | "Bon Bon Chocolat" | 19      |      |